# Wald der deutschen Länder

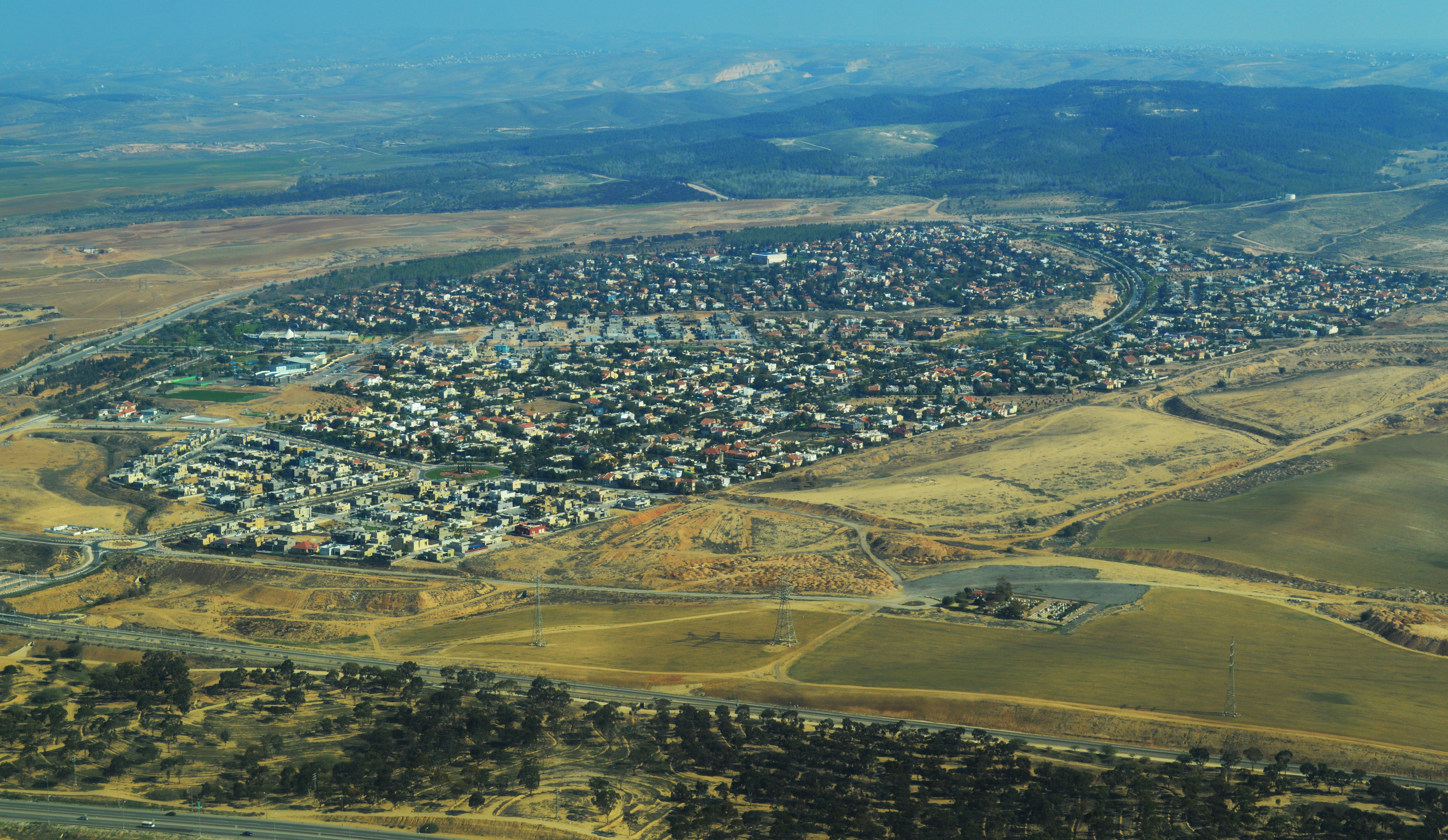
Luftbild Lehavims nordöstlich umfasst vom Wald der deutschen Länder vor dem bewaldeten Har Lehavim, vorn der Wald Jaʿar Dudaʾim, 2012

Der Wald der deutschen Länder (hebräisch יַעַר מְדִינוֹת גֶּרְמַנְיָה Jaʿar Mədīnōt Germanjah, deutsch ‚Wald der Staaten Deutschlands‘) ist eine Initiative zur Bepflanzung und Wiederaufforstung der Wüste Negev in Israel. Durch zahlreiche Spenden aus Deutschland wurden im „Wald der deutschen Länder“ seit 1991 bereits über 450.000 Bäume gepflanzt (Stand 2016). Der Wald erstreckt sich auf einem 1,6-km-langem und bis zu 300-m-breitem Geländestreifen, der die 1983 gegründete Wüstenstadt Lehavim nordöstlich umfasst und bis an Nationalstraße Kvīsch Ləʾummī  heranreicht, die den Ort in weitem Bogen umgeht. Die Bäume stehen sinnbildlich für die Freundschaft zwischen Deutschland und Israel. Der Wald der deutschen Länder zählt zum größeren Waldgebiet Jaʿar Lahav auf dem Har Lehavim zwischen Lehavim und Lahav, der in mehreren Etappen seit 1952 aufgeforstet wird.
Initiator und Schirmherr des Waldes der deutschen Länder zu Beginn der 1990er Jahre war Johannes Rau. Für seine stete Hilfe wurde er 1995 vom JNF-KKL (Jüdischer Nationalfonds, Keren Kayemeth LeIsrael) als erster Preisträger mit dem „Goldenen Olivenzweig“ ausgezeichnet.
Das Projekt Wald der deutschen Länder steht und stand unter der Schirmherrschaft mehrerer führender Politiker wie zum Beispiel den Ministerpräsidenten Kurt Beck (Rheinland-Pfalz), Hans Eichel (Hessen), Bernhard Vogel (Rheinland-Pfalz und Thüringen), des Bürgermeisters von Berlin Eberhard Diepgen sowie zahlreicher Oberbürgermeister, unter anderem Jens Beutel (Mainz), Petra Roth (Frankfurt), Manfred Ruge (Erfurt), Peter Schönlein (Nürnberg).
Alle deutschen Bundesländer haben inzwischen einen Wald (d. h. 10.000 Bäume) finanziert. Zudem haben zahlreiche Landkreise, Städte und Einzelpersonen Haine, d. h. 1'000 Bäume, und Wälder im „Wald der deutschen Länder“ gestiftet und somit die Begrünung der Wüste wesentlich unterstützt.
In einem der Eingänge befindet sich ein Säulenhalbkreis. Dort sind die üblicherweise zweisprachigen (links deutsch – rechts hebräisch) Stiftertafeln zu finden. Die großen Tafeln an den Säulenvorderseiten erinnern an die Waldstiftungen, während die kleinen Tafeln an den Seiten Hainspenden dokumentieren. Oft ist auf den Stiftertafeln eine Widmung ausgesprochen. Auf der jährlichen Pflanzreise des KKL Deutschland (üblicherweise im März) werden die im zurückliegenden Jahr neu hinzugekommenen Stiftungstafeln enthüllt. Im Jahr 2011 kamen zwei von hessischen Privatpersonen veranlasste Tafeln hinzu, von denen eine an die Swings (Freunde der Swingmusik) des 1939 auf Betreiben des vom NS-Regime aufgelösten Harlem-Club in Frankfurt am Main erinnert.